# Yamato (ethnie)
Pour les articles homonymes, voir Yamato.
 (juin 2012).
Le peuple yamato (大和民族, Yamato minzoku) aussi appelé les Wa (倭人 ou 和人, Wajin), est le nom de l'ethnie majoritaire au Japon. Parmi les habitants du Japon, seuls ceux qui étaient administrés par l'ancienne cour de Yamato ou le gouvernement de samouraïs étaient considérés comme sujets dits Yamato. Le peuple ryukuan (琉球民族) et le peuple aïnou (アイヌ民族), distincts des Yamato, sont collectivement désignés en tant que peuple japonais et nation japonaise.

## Étymologie
Le terme "Yamato" indique stricto sensu une ancienne province du Japon correspondant à l'actuelle province de Nara, en vint à désigner de manière générale l'ensemble du Japon. Le yamato-damashii (大和魂, en français : l'esprit japonais) est une allocution utilisée familièrement par les Japonais conservateurs pour faire référence à l'âge d'or de la culture japonaise, quand "la vie était simple et les gens étaient honnêtes et travailleurs".

## Origine
La naissance du peuple Yamato est située pendant la période Yayoi (弥生時代, Yayoi jidai) dans le bassin de Nara, dans l'ancienne province de Yamato qui correspond l'actuelle préfecture de Nara. Au début de la formation du peuple Yamato, les tribus des régions de Kyūshū, Ezo, Tōhoku étaient considérés comme des groupes ethniques différents. Vers le début du IIIe siècle, les proto-États Wa du Sud-Ouest de l'archipel ont fusionné pour former le Japon proto-historique nommé Wakoku et plus tard Nihon/Nipponkoku. Cependant, les autres groupes indigènes du nord du Japon ne seront complètement assimilés au peuple Yamato que vers la fin du XIXe siècle (les aïnous par exemple). Les Ryukyuans ont une histoire d'établissement propre à leur système (royaume de Ryūkyū), ce n'est qu'à l'ère Meiji que le genre sino-japonais a été résolu et qu'il a été complètement incorporé au Japon bien que l'hétérogénéité culturelle existe toujours.

### Informations génétiques
Pendant l'ère Meiji, le médecin allemand Erwin Bälz avait constaté que les Yamato avaient une division ethnique faible entre eux, de type Choshu chez la noblesse et de type Satsuma, le plus courant chez les gens ordinaires.

#### Patrilinéaire

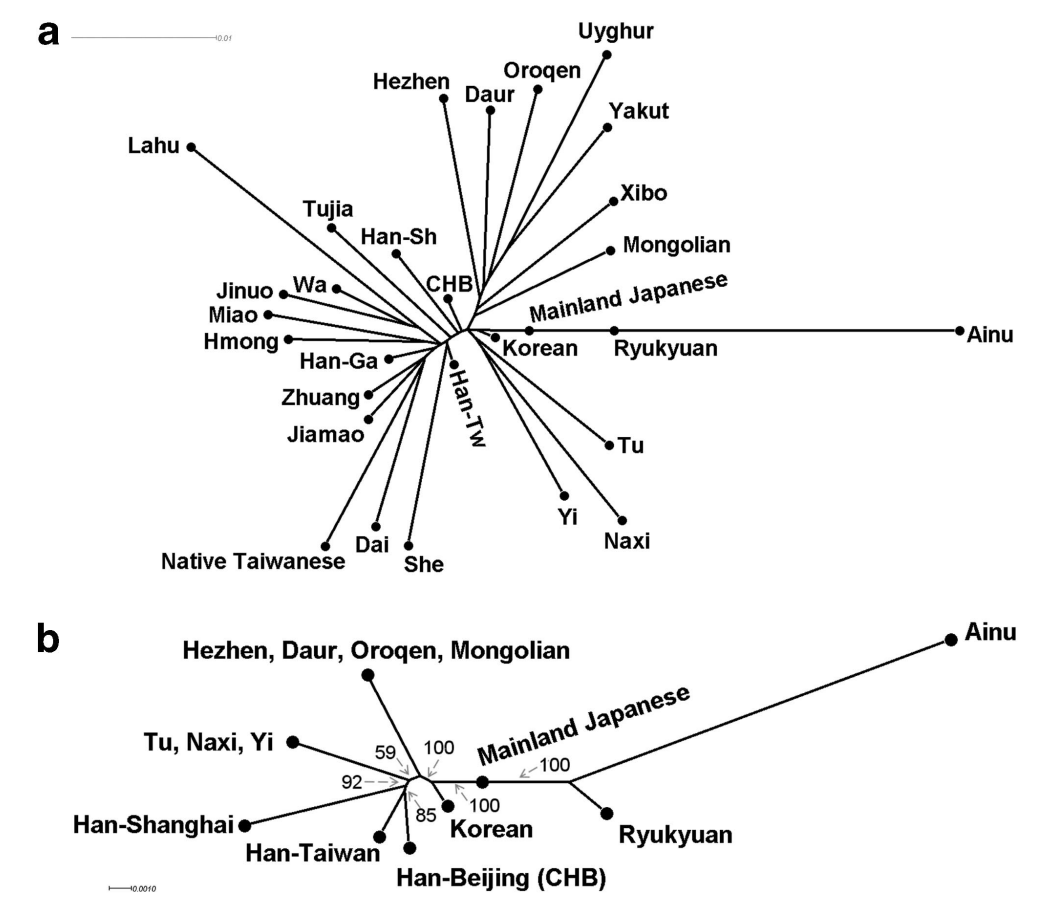
Arbre phylogénétique des différents peuples mongoloïdes actuels.

Une étude de l'haplogroupe Y (lignée paternelle) a révélé que les Japonais possédaient l'haplogroupe D1a2a (chr.Y par le peuple Jōmon) et l'haplogroupe O1b2 (chr.Y par le peuple Yayoi). Parmi ceux-ci, la souche de l'haplogroupe D1a2a s'est avérée endémique aux Japonais et ne se retrouve nullement qu'au Japon. Cela se rencontre chez 88 % des aïnous, dont on pense fortement que ce soit un trait du sang du peuple Jōmon, de sorte qu'on estime que la souche D soit un attribut propre au peuple (paléo-mongoloïde) Jomon. De plus, un Japonais sur trois appartient à la souche D (35 % des Japonais de Honshū). Les Tibétains ont également cet haplotype YAP 50 % du temps, et l'on peut donc hypothèser que les ancêtres des Jōmon étaient un groupe d'humains qui se trouvait originellement en Asie centrale il y a environ 50 000 ans et qui a continué de se déplacer vers l'Est et finalement arriver à Hokkaidō par la Sibérie et la Mandchourie il y a environ 30 000 ans.

#### Matrilinéaire
Selon une étude du Groupe Hapro de l’ADN mitochondrial (lignée maternelle), le peuple Jomon et les autres peuples nomades ont une grande distribution d’ADN similaire à celle de l’Asie de l’Est. Dans cette étude, la théorie de la double structure ethnique de Hanihara Kazuo, dont le peuple Jomon est le système méridional et les systèmes nomades le système septentrional, est toutefois discutable.

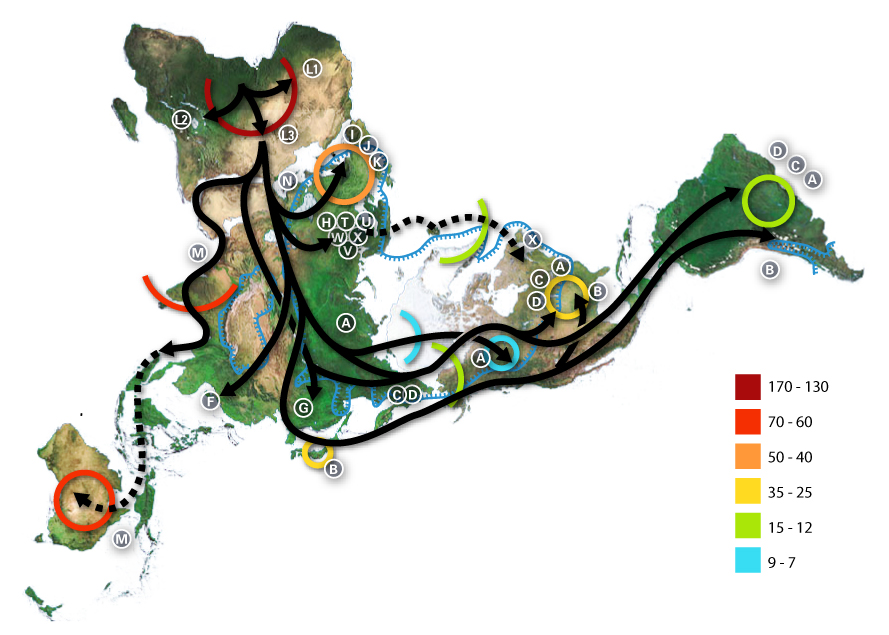
Migrations préhistoriques de l'Homme.

Les résultats d'une recherche ont pu affirmer que les Japonais du Nord au Sud de l'archipel japonais ne sont pas si différents génétiquement et constituent un groupe ethnique plus homogène que les Hans et les Coréens. Le généticien Masatoshi Nei a mené des études résultant que les ancêtres des Japonais sont venus d'Asie du Nord-Est il y a environ 30 000 ans, et également ceux qui sont venus après la période Yayoi. Des recherches ont démontré qu'il y a un effet négligeable sur le patrimoine génétique des Japonais modernes.

## Histoire
Le terme « Yamato » découle de la cour Yamato (IVe siècle), qui fut le nom d'origine de la région où vivait le peuple Yamato qui s'installa initialement dans la province de Yamato (actuelle préfecture de Nara) et plus tard ce qui désignera l'entièreté du Japon sous le nom de Oyamato (お大和 (le suffixe honorifique « o » souligne l'importance de yamato)). Au VIe siècle, le peuple Yamato - l'une des nombreuses tribus, d'origine diverses, qui émigrèrent au Japon pendant la Préhistoire - fonda un état inspiré des modèles des États chinois des Sui et Tang, le centre de l'influence politique en Asie à l'époque. Progressivement, l'influence des Yamato s'élargit et leur langue, l'ancien japonais devint la langue la plus parlée de l'archipel. Les langues ryūkyū se séparèrent de l'ancien japonais entre le IIIe et le Ve siècle.
C'est un terme qui commença à être utilisé vers la fin du XIXe siècle pour distinguer les résidents de l'empire du Japon même d'autres groupes ethniques minoritaires vivant dans les possessions outre-mer du Japon, comme les Aïnous, les Ryukyuans, les Nivkhes, les Oroks ou même les Coréens, les Chinois de Taïwan ou les aborigènes de Taïwan qui furent incorporés dans l'empire du Japon au début du XXe siècle.
Par ailleurs, ce terme donne naissance à la lignée Yamato ou lignée impériale et au Yamato-damashii. Les écrivains et samouraïs de l'époque d'Edo l'emploient ainsi en relation au bushido et aux principes fondés sur l'honneur et la bravoure, l'introduisant comme – « esprit courageux, audacieux et indomptable du peuple japonais » soit « Esprit japonais », « Âme japonaise », « Esprit Yamato » et « Âme du Japon ancien ». C'est lié au Yamato que fin 1941 le Japon entre dans la Seconde Guerre mondiale en attaquant le 7 décembre 1941 la base navale américaine de Pearl Harbor à Hawaï, l'annonçant par un message, Niitaka Yama Noborre "Gravissez le mont Niitaka").

## Définition
Il y a divergence sur le fait d'intégrer ou non les Ryukyuans parmi les Yamato, à les classer comme un groupe ethnique indépendant, ou comme un sous-groupe d'origine japonaise (Yamato) en raison de similitudes génétiques et linguistiques importantes. Shinobu Orikuchi les classait comme proto-japonais (原日本人, gen nippon jin), tandis que Kunio Yanagita suggéra qu'il s'agissait d'un sous-groupe qui s'installa dans les îles Ryūkyū alors que la vague migratoire principale alla vers le Nord pour s'installer dans l'archipel japonais où elle devint le peuple Yamato.
Le concept de « pur sang » comme critère de l'unité du peuple Yamato commença à circuler au Japon vers 1880 à l'époque où certains scientifiques japonais commençaient à étudier l'eugénisme.
Aujourd'hui au Japon, le terme de « peuple Yamato » peut être considéré comme archaïque avec de fortes connotations raciales qui furent rejetées par les milieux intellectuels après la défaite japonaise en 1945. Le terme de « peuple japonais » ou même de « japonais-japonais » est préféré, bien que ces termes présentent un mélange ambigu entre l'ethnicité et la nationalité. Le professeur Mark Levin suggère d'adopter pour un usage général le terme wajin (和人), déjà utilisé pour distinguer les Japonais "Yamato" des Aïnous vivant au Nord du Japon, comme terme global pour désigner l'ethnie japonaise majoritaire du Japon d'aujourd'hui. S'il est considéré comme un seul groupe ethnique, alors le peuple Yamato est l'un des plus nombreux au monde.